# Ciliegia Ferrovia
La Ciliegia Ferrovia è una varietà di ciliegia originaria delle Murge, in Puglia.

## Storia
Ci sono due versioni riguardanti l'origine della Ciliegia Ferrovia.
Una versione vede come luogo di origine Sammichele di Bari: Il nome "Ferrovia", secondo la tradizione comune, risale al 1935 quando fu notato il primo albero di questa varietà di ciliegia vicino al casello delle Ferrovie Sud-Est proprio di Sammichele di Bari e curato per diversi anni dal casellante ferroviario dell’epoca, Giorgio Rocco. Da allora essa, ormai diffusa su tutto il territorio del Sud-est barese, fino ad arrivare a essere la principale cultivar della zona, prese il nome di "Ferrovì".
Un'altra versione vede come luogo di origine Turi: secondo questa versione la storia della Ciliegia Ferrovia nasce negli anni trenta in un terreno nei pressi della Masseria Caracciolo, nel cuore del territorio di Turi, quando due agricoltori locali, Matteo Di Venere e Giovanni Arrè, dopo un frugale pasto accompagnato da alcune ciliegie ne seminarono i noccioli nei pressi di una piccola specchia di pietre. Ad un anno dalla semina, i noccioli iniziarono a germogliare e qualche anno dopo si iniziarono a raccogliere i primi cesti di vimini colmi di ciliegie. I due agricoltori decisero di provare a commercializzare il prodotto anche nel nord Italia dopo aver constatato che i frutti possedevano caratteristiche di lunga conservazione che li rendevano idonei a lunghi trasporti in treno.

## Caratteristiche
La buccia è di colore rosso vermiglio, la polpa è di colore rosa. Ha una forma a cuore e un peduncolo allungato. La consistenza della polpa è forte e croccante ed ha un sapore intenso, dolce e succoso. Il periodo di maturazione va da maggio a giugno. È possibile mantenerla fresca per parecchi giorni (7 giorni circa).

## Diffusione
Il comune di Turi possiede una superficie coltivata a ciliegio di oltre 3 700 ettari, con una produzione annuale di 100 000 quintali, pari ad 1/6 della produzione nazionale.
La prima settimana di giugno nella città di Turi si svolge l'omonima sagra. A Sammichele di Bari si è tenuta in passato, sempre nel mese di giugno, la Festa della Ciliegia.